# Jagnobik
A jagnobik (tádzsik: jagnobiho) egy Tádzsikisztánban élő, 25 ezer lélekszámú nép. A tádzsikisztáni Szugd tartományban élnek, a Jagnob, a Kud és a Varzob-folyók völgyeiben. Jagnobi nyelvet beszélnek, ami az ókori szogd nyelv mai változata. A jagnobik nyelve az oszét mellett az egyetlen ma is beszélt északkelet-iráni nyelv. Ebbe a csoportba tartozott még a már kihalt szkíta, szaka, baktriai, avesztai és hvárizmi nyelv. A jagnobik legközelebbi nyelvrokonai a Kaukázusban élő oszétok.